# 1942 au Québec
Cet article traite des événements survenus en 1942 au Québec. 

## Événements

### Janvier
- 1er janvier : une cérémonie inaugure les célébrations du 300e anniversaire de Montréal. Elle a lieu à la Place d’Armes, où une plaque de bronze est dévoilée au pied du monument à Maisonneuve[1].
- 22 janvier : le Discours du Trône à Ottawa annonce que le gouvernement organisera bientôt un plébiscite national sur la conscription[2].
- 26 janvier : le premier ministre Adélard Godbout se prononce contre la conscription[3].
- 31 janvier : Le Devoir demande de voter non lors du prochain plébiscite sur la conscription[4].

### Février
- 5 février : les Compagnons de Saint-Laurent, fondés par le père Émile Legault, jouent leur première pièce de théâtre à la salle L'Ermitage à Montréal[5].
- 7 février : des personnalités, telles Maxime Raymond, Georges Pelletier, Gérard Filion, Jean Drapeau et André Laurendeau, fondent la Ligue pour la défense du Canada, dont le but est de contrer le projet conscriptionniste du gouvernement fédéral[6].
- 10 février : Louis St-Laurent remporte difficilement l'élection partielle fédérale de Québec-Est, comté laissé vacant par la mort d'Ernest Lapointe[7].
- 11 février : Henri Bourassa participe à la première assemblée anti-conscriptionniste organisée par Ligue pour la défense du Canada et qui se tient au marché Saint-Jacques[8].
- 23 février : la Chambre des communes adopte la loi lui donnant le pouvoir de faire un plébiscite sur la conscription[9].
- 24 février : ouverture de la troisième session de la 21e législature à l'Assemblée législative. Le discours du Trône annonce l'abolition de tous les péages sur les ponts du Québec et le transfert fédéral du droit de perception de l'impôt sur le revenu et de celui sur les corporations[10].

### Mars
- 11 mars : la question du plébiscite est rendue publique: Consentez-vous à libérer le Gouvernement de toute obligation résultant d'engagements antérieurs restreignant les méthodes de mobilisation pour le service militaire?[11]
- 23 mars : le Parti libéral du Québec remporte les élections partielles de Saint-Jacques, Sainte-Anne, Westmount—Saint-Georges et Richelieu-Verchères[10].

### Avril
- 1er avril : Ottawa annonce le rationnement de l'essence[12].
- 27 avril : Plébiscite : le Canada vote Oui à 80 % mais le Québec vote Non à 72 %[13].

### Mai
- 11 mai : un premier navire est torpillé dans le golfe du Saint-Laurent. Il s'agit d'une surprise car on ne s'attendait pas à ce que des sous-marins allemands viennent si près[14].
- 29 mai :
  - adoption de la loi créant le conservatoire de musique et d'art dramatique du Québec[15].
  - clôture de la session[10].

### Juin
- 18 juin : début du procès de René Chaloult accusé par le gouvernement fédéral d'avoir critiqué la conscription lors d'un discours le 18 mai. Il avait alors blâmé Ottawa pour avoir manqué à sa promesse de 1939 au Québec de ne pas faire la conscription. Il sera acquitté le 3 août[16].

### Juillet
- 11 juillet : Ottawa confirme que 3 bâtiments de la marine marchande ont été coulés par des sous-marins allemands dans le golfe du Saint-Laurent, il y a une semaine[17].

### Août
- 19 août : les Fusiliers Mont-Royal, commandés par Dollard Ménard, participent au débarquement de Dieppe qui sera un échec total. Sur les 5000 soldats canadiens qui y participent, seuls 2200 peuvent être rembarqués et ramenés en Angleterre. Les autres sont tués ou fait prisonniers par les Allemands[18].

### Octobre
- 11 octobre : le Bloc populaire, né de la Ligue pour la défense du Canada, est officiellement fondé. Son chef est Maxime Raymond. Son programme politique comprend le respect de l'autonomie provinciale ainsi que celui du droit des minorités, la fin des "exploitations oppressives" et la lutte contre le monopole des trusts économiques[19].

### Novembre
- 5 novembre :
  - Montréal devient propriétaire du Jardin botanique ainsi que de l'île Sainte-Hélène, cédés par le gouvernement du Québec[20].
  - Adélard Godbout annonce un remaniement ministériel. Cléophas Bastien devient ministre de la Colonisation, Georges-Étienne Dansereau ministre des Travaux publics, Wilfrid Hamel ministre des Terres et Forêts et Valmore Bienvenue ministre de la Chasse et des Pêcheries[10].

### Décembre
- 11 décembre : John Bracken devient le nouveau chef du Parti progressiste-conservateur du Canada[21].
- 18 décembre : Adhémar Raynault est réélu maire de Montréal[22].

## Naissances
- André Dubois (acteur et humoriste et producteur de télévision)
- Carmen Bourassa (productrice télé) († 25 décembre 2021)
- Fernand Turcotte (médecine et professeur d'université)  († 16 mai 2020)
- Georges Aubin (enseignant et écrivain) († 28 juin 2025)
- Rachel Cailhier (actrice)  († 27 mai 2024)
- René Mailhot (journaliste) († 28 avril 2007)
- Daniel Pinard (animateur de la télévision, chroniqueur, écrivain et sociologue) († 2 octobre 2024)
- 2 janvier - Serge Aubry (joueur de hockey) († 30 octobre 2011)
- 16 janvier - René Angélil (gérant et producteur) († 14 janvier 2016)
- 1er février - Gabriel Hudon (Militant du Front de libération du Québec)
- 6 février - Jacques Baril (agriculteur et homme politique)
- 16 février - Gilles Girard (chanteur)
- 18 février - André Mélançon (réalisateur, scénariste et acteur) († 23 août 2016)
- 19 février - Yvan Bordeleau (psychologue, professeur et homme politique)
- 27 février - Michel Forget (acteur)
- 2 mars - Luc Plamondon (parolier)
- 10 avril
  - Nick Auf Der Maur (journaliste) († 7 avril 1998)
  - Suzanne Lévesque (actrice et animatrice)
- 10 mai - François Cousineau (pianiste et compositeur)
- 29 mai - Pierre Bourque (homme politique, maire de Montréal)
- 4 juin - Michel Lessard (historien de l'art)  († 5 avril 2022)
- 14 juin - Renée Hudon (animatrice, conférencière, comédienne)  († 20 septembre 2023)
- 15 juin - Ian Greenberg (homme d'affaires) († 10 janvier 2022)
- 25 juin - Michel Tremblay (écrivain)
- 30 juin - Ron Harris
- 1er juillet - Geneviève Bujold (actrice)
- 3 juillet - Luc Morissette (acteur)  († 29 avril 2025)
- 27 juillet - Édith Butler (chanteuse)
- 29 juillet - Marcel Côté (homme d'affaires et homme politique) († 25 mai 2014)
- 1er août - Tony Roman (chanteur) († 8 juin 2007)
- 2 août - André Gagnon (pianiste et compositeur)
- 25 août - Claude Péloquin (écrivain et chanteur) († 25 novembre 2018)
- 13 septembre - Michel Côté (homme politique)
- 20 septembre - Gérald Tremblay (maire de Montréal)
- 18 octobre - Emmanuëlle (chanteuse)  († 3 mars 2024)
- 8 novembre - Lise Watier (femme d'affaires)
- 2 décembre - Pierre Sénécal (chanteur)
- 3 décembre - Yves Beaumier (philosophe et homme politique) († 23 octobre 2023)
- 9 décembre - Germain Gagnon (joueur de hockey) († 26 octobre 2014)
- 16 décembre - Laurent McCutcheon (militant LGBTQ) († 4 juillet 2019)

## Décès
- 5 janvier - Clarence Gagnon (peintre) (º 8 novembre 1881)
- 30 janvier - Frederick W. A. G. Haultain (ancien premier ministre des Territoires du Nord-Ouest) (º 25 novembre 1857)
- 24 février : Louis-Adolphe Paquet (prêtre et écrivain) (º 4 août 1859)
- 10 mars - Joseph Gauvreau (journaliste) (º 27 août 1870)
- 18 mars - Raoul Dandurand (homme politique) (º 4 novembre 1861)
- 19 avril - Oscar Auger (écrivain et maire de Québec) (º 14 août 1873)
- 18 mai - Herménégilde Boulay (homme politique) (º 20 mars 1861)
- 17 juin - Charles Fitzpatrick (ancien lieutenant-gouverneur du Québec) (º 19 décembre 1853)
- 28 septembre - Robert Alfred Ernest Greenshields (juriste) (º 2 février 1861)
- 5 octobre - Adrien Beaudry (homme politique) (º 13 novembre 1879)
- 28 octobre - Jean-Aubert Loranger (journaliste) (º 3 février 1896)
- 27 novembre - Fabien-Zoël Decelles (personnalité religieuse) (º 22 mai 1870)
- 26 décembre - Frank Dawson Adams (géologue) (º 17 septembre 1859)

### Articles généraux
- Chronologie de l'histoire du Québec (1931 à 1959)
- L'année 1942 dans le monde
- 1942 au Canada

### Articles sur l'année 1942 au Québec
- Débarquement de Dieppe
- 300e anniversaire de Montréal
- gouvernement Adélard Godbout (2)